# 戸沢正令
戸沢 正令（とざわ まさよし）は、出羽国新庄藩の第10代藩主。幼名は千代鶴。官位は従五位下、能登守。

## 経歴
文化10年（1813年）1月2日、第9代藩主・戸沢正胤の次男として誕生、天保11年（1840年）3月18日、父の隠居により家督を継ぐ。国学や和歌への知識が深い教養人であり、「稜威舎集」や「言葉の囚」、「日本書紀伝」、「倭魂」など多くの著作を残している。藩主としても有能で、窮乏化していた藩財政再建のために、それまでの古い制度を全て打破して新たな法律や人材による先進的な藩政改革を目指したが、その矢先の天保14年（1843年）5月22日、31歳で死去した。跡を長男・正実が継いだ。
法号は仁亮院豪道善雄。墓所は東京都港区三田の常林寺瑞雲院。

## 系譜
父母
- 戸沢正胤（父）
- 伊与姫 - 蜂須賀重喜の娘（母）[1]

正室
- 貢子 - 島津重豪の十二女

側室
- 高山氏

子女
- 戸沢正実（長男）生母は桃令院（正室）
- 本多忠貫（次男）生母は桃令院（正室）
- 中条信汎（三男）生母は桃令院（正室）
- 戸田直一（四男）生母は高山氏（側室）
- 戸沢正時（五男）生母は高山氏（側室）
- 岩城隆永正室、生母は桃令院（正室）